# Barbara Olmsted
Barbara „Barb“ Olmsted (* 17. August 1959 in North Bay) ist eine ehemalige kanadische Kanutin.

## Karriere
Barbara Olmsted gewann 1984 die kanadischen Meisterschaften im Einer-, Zweier- und Vierer-Kajak über 500 Metern. Sie gehörte bei den Olympischen Spielen 1984 in Los Angeles neben Alexandra Barré, Susan Holloway und Lucie Guay zur Besatzung des kanadischen Vierer-Kajaks auf der 500-Meter-Strecke. Da nur sieben Mannschaften vertreten waren, gab es keine Vorrunden. Die Kanadierinnen überquerten nach 1:39,40 Minuten als Dritte die Ziellinie, 1,06 Sekunden hinter den erstplatzierten Rumäninnen und 0,53 Sekunden hinter dem schwedischen Boot, und sicherten sich dadurch die Bronzemedaille. Bei der Sommer-Universiade 1987 in Zagreb sicherte sich Olmsted im Zweier-Kajak ebenfalls die Bronzemedaille.
Vier Jahre darauf startete Olmsted in Seoul in zwei Wettkämpfen. Als einziges Mannschaftsmitglied von 1984 war sie wieder Kaderteil des Vierer-Kajaks, zu dem diesmal auch ihre Schwester Nancy Olmsted gehörte. Im Vorlauf kamen die Kanadierinnen nicht über den fünften Rang hinaus und scheiterten schließlich im Halbfinale als Vierte an der Finalqualifikation. Olmsted gelang auch im Zweier-Kajak mit Sheila Taylor nicht die direkte Qualifikation für den Endlauf, als sie ihren Vorlauf auf dem vierten Platz beendeten. Als Zweite ihres Hoffnungslaufs zogen sie danach aber ins Finale ein. Dort erreichten sie mit knapp fünf Sekunden Rückstand auf den Bronzerang und einer Gesamtzeit von 1:51,03 Minuten lediglich den achten Rang unter den neun Finalstartern.
Kurz nach den Spielen beendete Olmsted ihre Karriere. Nach drei Bachelorabschlüssen an der Queen’s University und einem Master an der University of Western Ontario promovierte sie an der West Virginia University in Education. Sie war bis zu ihrem Ruhestand als Professorin an der Nipissing University in North Bay tätig.